# Terny (obwód doniecki)
Terny (ukr. Терни) – wieś na Ukrainie, w obwodzie donieckim, w rejonie kramatorskim. 
W 2001 liczyła 764 mieszkańców. W 2024 liczyła 16 mieszkańców (wojna rosyjsko-ukraińska).